# 이래즈머스 다윈

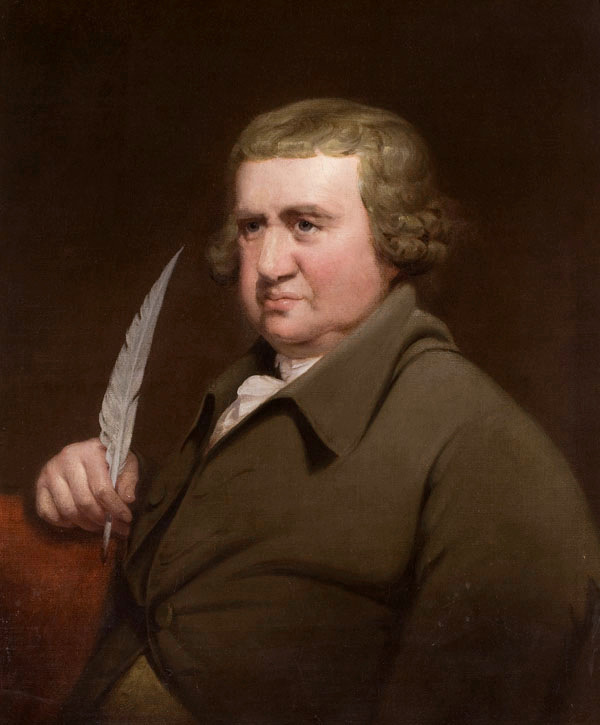
이래즈머스 다윈

이래즈머스 다윈(Erasmus Darwin, 1731년 12월 12일 ~ 1802년 4월 18일)은 영국의 의사, 자연철학자, 생리학자, 발명가, 시인이다. 박물학자 찰스 다윈과 생물학자 프랜시스 골턴의 할아버지이다.

## 생애
다윈은 1731년 12월 12일 노팅엄셔의 엘튼에서 태어났다. 케임브리지 대학교의 세인트 존 대학과 에든버러 대학교에서 수학한 다음 1756년 노팅엄에서 의사로 개업하였으나, 그렇게 큰 성공을 거두지는 못하고 리치필드로 이사하였다. 그곳에서 그는 많은 활약을 하였으며, 노동자들의 음주를 줄이는 데 큰 역할을 하였다. 그는 리치필드에서 크게 성공하여 조지 3세가 자신의 주치의를 맡아달라고 요청할 만큼 명성이 높아졌다. 그러나 그는 그 제안을 사양하고 조지프 프리스틀리, 장 자크 루소, 새뮤얼 존슨 등 당대의 유명 인사들과 친교를 쌓으면서 지냈다. 1781년 더비로 이사한 그는 1802년 4월 18일 갑자기 사망하였다.
이래즈머스 다윈의 첫 번째 결혼에서 낳은 셋째 아들이 슈루즈버리의 의사인 로버트 워링 다윈이고, 그가 바로 찰스 다윈의 아버지이다. 또한 그의 두 번째 결혼에서 낳은 첫째 딸 비올레타는 프랜시스 골턴의 어머니이다.

## 저술
다윈은 그의 과학적 사상, 자연에 대한 관심 등을 장편의 시로 표현하고는 하였다. 그가 지은 시로는 다음과 같은 것들이 있다.
- The Botanic Garden (1791년)
- The Temple of Nature, or the Origin of Society, a Poem, with Philosophical Notes (1803년)
- The Shrine of Nature (사후 출판)

다윈은 시를 쓸 때 상당히 많은 노력을 기울였으며, 많은 해에 걸쳐서 대부분의 여가 시간을 이에 투자하였다. 그가 지은 시에서 그는 간혹 화려한 표현들을 잘 배치하지 못하는 경우가 있었고, 감정적인 구절에서의 그의 용어 선택은 적절하지 못한 점도 있다. 그러나 그의 시는 그의 자연에 대한 견해를 담고 있다는 점에서 의미가 있다.
The Botanic Garden는 두 편의 시인 The Economy of Vegetation과 The Loves of the Plants로 이루어져 있는데, 이중 The Loves of the Plants에서 다윈은 식물을 칼 폰 린네의 방법으로 분류하면서 각각의 식물 또는 그 부분을 인격화하여 표현하였다. 간혹 분류가 잘못되는 경우도 있었지만, 그는 이 시에 식물학적인 주를 포함시켰다.
다윈의 과학적 저술 중 가장 중요한 것은 Zoonomia(1794년 ~ 1796년)이다. 이 책에서 다윈은 생리학적 내용을 저술하면서 장바티스트 라마르크와 유사한 진화 개념을 설명하기도 하였다. 1797년에는 Female Education in Doarding Schools을 저술하였다. 1799년 그는 Phytologia, or the Philosophy of Agriculture and Gardening을 저술하였고, 이 책에서 그는 식물도 감각과 의지가 있다고 주장하였다.

## 가족
- 부인 매리 하워드
- 아들 로버트 워링 다윈
- 손자 이래즈머스 다윈
- 손자 찰스 다윈
- 손자 프랜시스 골튼
- 형제 엘스턴의 로버트 워링 다윈

## 같이 보기
- 라마르크
- 진화론
- 찰스 다윈
- 프랜시스 골튼

 본 문서에는 현재 퍼블릭 도메인에 속한 브리태니커 백과사전 제11판의 내용을 기초로 작성된 내용이 포함되어 있습니다.